# Escut de Santa Bàrbara
L'escut oficial de Santa Bàrbara té el següent blasonament:
Escut caironat: de gules, una torre d'argent oberta sobremuntada d'un copó d'argent. Per timbre una corona mural de vila.

## Història
Va ser aprovat el 31 de març de 1994 i publicat en el DOGC el 20 d'abril del mateix any.
La torre i el calze són els atributs de santa Bàrbara, la patrona de la vila. La torre també recorda que la localitat va pertànyer al municipi de Tortosa fins al segle xviii (les armes de Tortosa són una torre d'argent sobre camper de gules).